# Simon Carr
Simon Carr (Hereford, 29 de agosto de 1998) es un ciclista profesional británico que compite con el equipo Cofidis.

## Trayectoria
Residente en Francia y formado en el ciclismo francés, llegando a adquirir la nacionalidad del país en noviembre de 2020, en diciembre de 2019 se hizo oficial su salto al profesionalismo en agosto del año siguiente con el equipo NIPPO DELKO One Provence, habiendo ya competido con ellos en el último tramo de la temporada como stagiaire. En sus primeros meses como profesional logró ser el mejor joven en la Vuelta a Portugal y obtuvo su primer triunfo al imponerse en la Clásica de Ordizia, resultados que le valieron llegar al UCI WorldTour en 2021 con el EF Education-NIPPO. Con este equipo logró varias victorias entre 2023 y 2024, como el Tour de Lagkawi o etapas en dos ediciones consecutivas del Tour de los Alpes, y para 2025 fichó por el Cofidis.

## Palmarés
2020
- Clásica de Ordizia

2023
- 1 etapa del Tour de los Alpes
- 1 etapa de la Ruta de Occitania
- Tour de Langkawi, más 1 etapa

2024
- Trofeo Calviá
- 1 etapa del Tour de los Alpes

## Resultados en Grandes Vueltas
| Carrera | Carrera         | 2020 | 2021 | 2022 | 2023 | 2024 |
| ------- | --------------- | ---- | ---- | ---- | ---- | ---- |
|         | Giro de Italia  | —    | 66.º | Ab.  | —    | Ab.  |
|         | Tour de Francia | —    | —    | —    | —    | —    |
|         | Vuelta a España | —    | Ab.  | —    | —    | —    |

—: no participa
Ab.: abandono

## Equipos
- Delko Marseille Provence (stagiaire) (2019)[5]
- NIPPO DELKO One Provence (2020)[5]
- EF Education First (2021-2024)
  - EF Education-NIPPO (2021)
  - EF Education-EasyPost (2022-2024)
- Cofidis (2025-)